# Lazarus von Schwendi

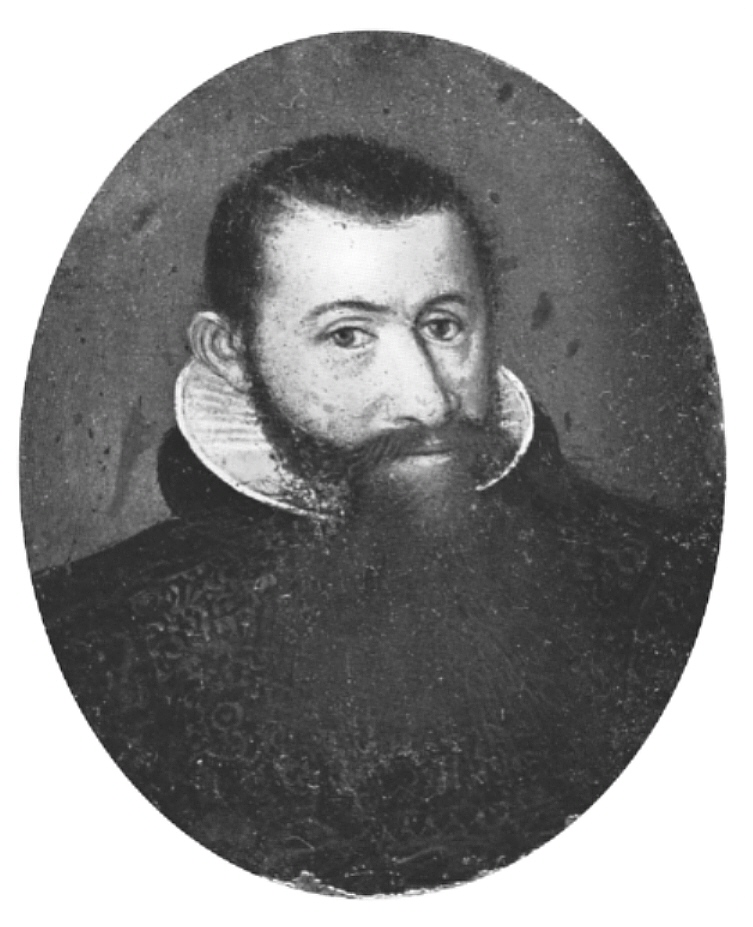
Lazarus von Schwendi (Porträtminiatur, Schloss Oettingen)

Lazarus von Schwendi, Reichsfreiherr von Hohenlandsberg (* 1522 in Mittelbiberach; † 28. Mai 1583 im Schloss zu Kirchhofen, Gemeinde Ehrenkirchen, Breisgau) war Diplomat, Staatsmann, kaiserlicher Feldhauptmann und General in Diensten der Kaiser Karl V., Ferdinand I. und Maximilian II.

## Herkunft und Jugend

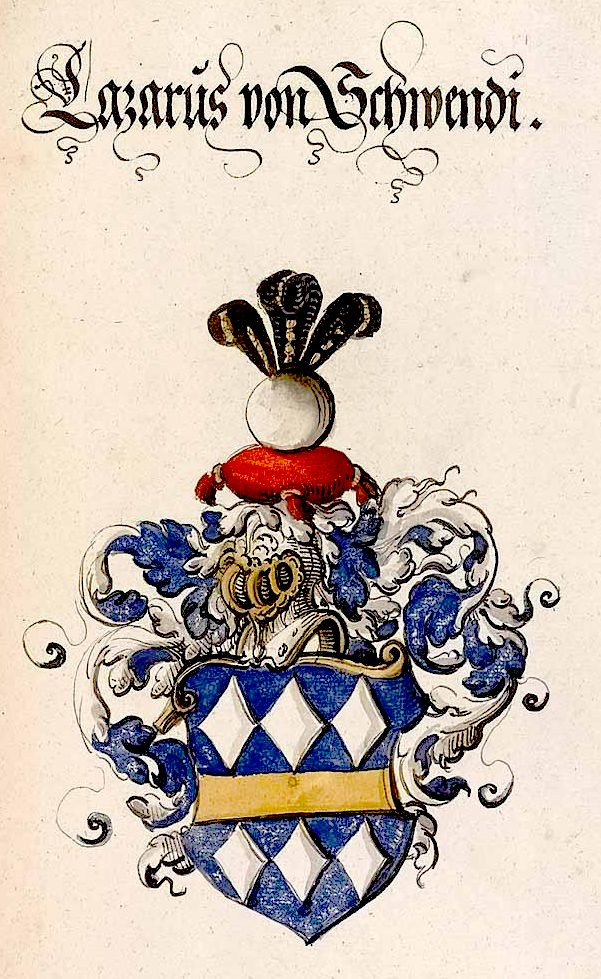
Wappen Lazarus von Schwendis

Die Familie Schwendi war ein niederadliges Geschlecht aus Oberschwaben. Der namensgebende Ort Schwendi gehörte damals zu Vorderösterreich. Die Herren von Schwendi werden 1128 erstmals in einer Urkunde des Klosters Ochsenhausen genannt.
1522 wurde Lazarus von Schwendi als Kind des Ruland von Schwendi und der Dienerin Apollonia Wenk geboren. Bereits 1524 starb sein Vater. Der Rat der benachbarten Freien Reichsstadt Memmingen, wo der Junge auch aufwuchs, wurde zum Vormund bestellt. Dieser schickte den jungen Adligen zur Ausbildung an die vom Reformator Johannes Oekolampadius geprägte Universität Basel, wo er ab dem Wintersemester 1536/37 an der Artistenfakultät studierte. Der wichtigste seiner Lehrer wurde der hoch angesehene Latinist Simon Grynäus. So erwarb Schwendi eine gründliche humanistische Bildung. Um 1538 ging er an das lutherische Gymnasium in Straßburg, ebenfalls eine Hochburg der Reformation und des Humanismus, um dort Jura zu studieren. Von hier aus hat er aber auch Reisen nach Frankreich unternommen und so Französisch gelernt, eine wichtige Voraussetzung für die spätere Tätigkeit als Diplomat für Karl V.

## Leben
1546 trat Lazarus von Schwendi in Regensburg in kaiserliche Dienste. Karl V. übertrug ihm diplomatische und militärische Aufgaben und erkannte seine Tüchtigkeit. So war Schwendi beispielsweise während des Schmalkaldischen Krieges diplomatisch und militärisch tätig. 1547 war er verantwortlich für die Schleifung von Burg Grimmenstein in Gotha. 1548 nahm er auf Verlangen des Kaisers den Söldnerführer Sebastian Vogelsberger gefangen. Als dieser zum Tode verurteilt wurde, griff er auf dem Hinrichtungsplatz öffentlich Schwendi an und bezeichnete ihn als hinterlistigen „Erzbösewicht“. Der Vorwurf, unritterlich gehandelt zu haben, blieb trotz seiner Gegenschrift lange an Schwendi hängen.
Nach der Abdankung Karls V. 1556 trat er in die Dienste Philipps II. von Spanien und kämpfte im niederländischen Heer gegen Frankreich. Er war u. a. erster Kommandeur der neu erbauten Festung Philippeville (heute Belgien, Provinz Namur) und nahm an den Schlachten von Saint-Quentin 1557 und Gravelines (heute Frankreich) 1558 teil. Dort befreundete er sich mit dem Grafen Lamoral von Egmond und Wilhelm von Oranien, lernte aber auch Kardinal Granvelle und den Herzog von Alba kennen. Wahrscheinlich aus Opposition gegen die spanische Politik nahm er 1562 Urlaub und trat 1564 in den Dienst der deutschen Habsburger bzw. des Reiches.

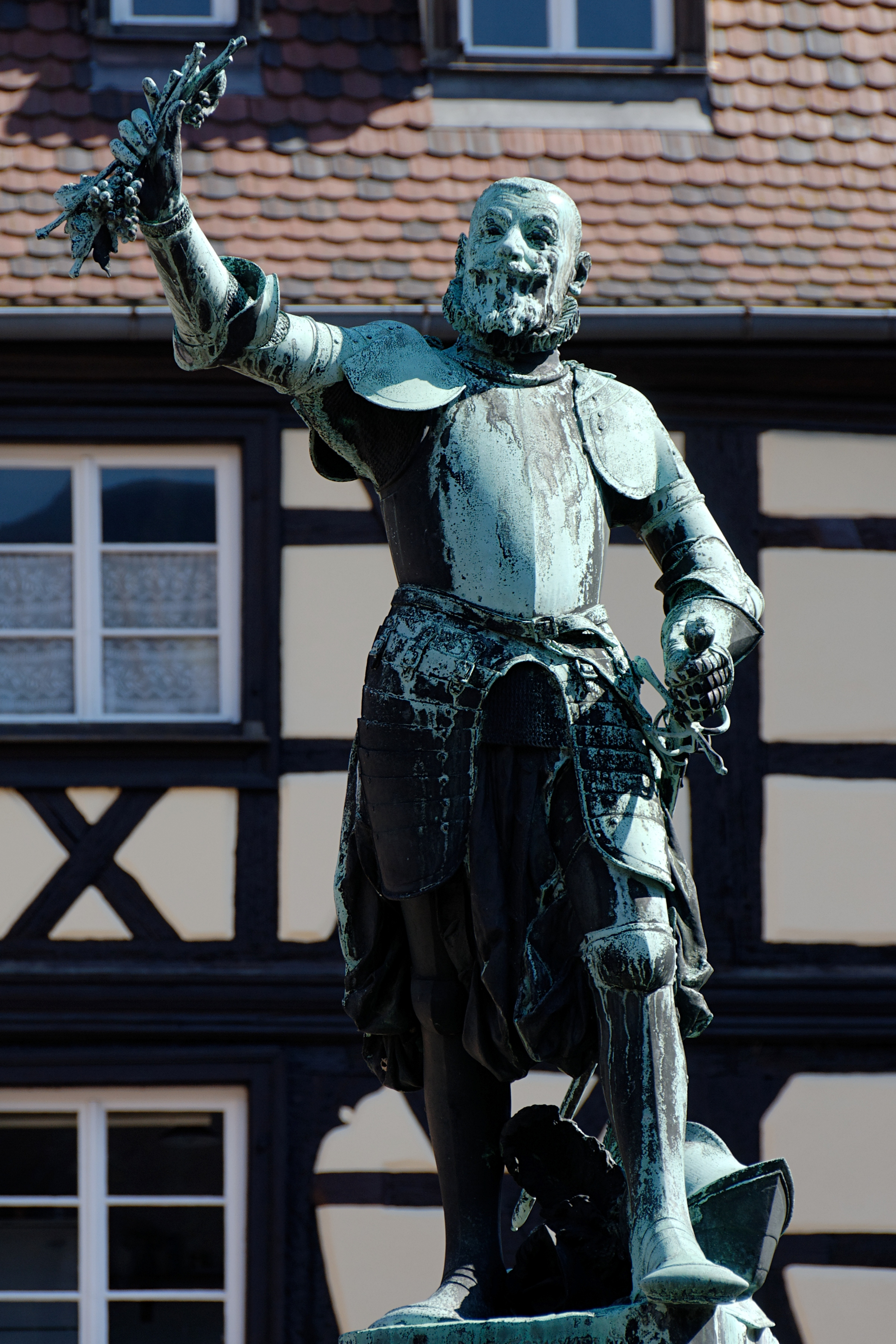
Der 1898 zu Ehren Lazarus von Schwendis in Colmar errichtete Brunnen Fontaine Schwendi, gestaltet von Frédéric-Auguste Bartholdi

Unter Kaiser Maximilian II. focht er seit 1564 als Generalkapitän der deutschen Truppen in Ungarn in den Türkenkriegen gegen die Türken und wurde später oberster kaiserlicher Feldhauptmann. Er konnte große militärische Erfolge gegen die osmanische Armee und Johann Sigismund Zápolya erzielen. 1565 besetzte er erhebliche Gebiete in Ungarn unter anderem um Satu Mare (heute  Rumänien) und im Anbaugebiet der Tokajer-Rebe. Seine Siege und sein Organisationstalent verschafften ihm hohes Ansehen. 1567 eroberte er die Festung Mukatschewo (heute Ukraine). Der Sage nach soll er die Ruländerrebe als Grundlage für den ausgezeichneten Tokajer-Wein erkannt und sie nach Deutschland in seine Besitzungen am Kaiserstuhl und im Elsass mitgebracht haben. 1568 folgte ihm Hans Rueber zu Pixendorf (um 1529–1584) als Hauptkapitän für Ober-Ungarn nach.
Nach 1568 entwickelte Schwendi als einer der maßgeblichen Berater Kaiser Maximilians II. grundlegende Vorstellungen über die Beendigung der konfessionellen Streitigkeiten im Reich. Er selbst war katholisch geblieben und warb in der ersten Hälfte der 1570er Jahre in verschiedenen Denkschriften zum einen für eine gegenseitige Toleranz der Konfessionsgruppen, zum zweiten für eine auf den Reichskreisen basierende Wehrverfassung unter dem Oberbefehl des Kaisers, zum dritten aber auch für eine Stärkung der kaiserlichen Macht und eine Zurückdrängung ständisch-fürstlicher Rechte. Eine Parallelität zu den gleichzeitig in Frankreich aufkommenden Souveränitätslehren liegt nahe. Seine Vorstellungen scheiterten jedoch an der politischen Wirklichkeit im Reich, besonders am Beharren der Fürsten auf ihren Rechten gegenüber Kaiser und Reich.
1560 bekam er die Pfandschaft von Schloss, Stadt und Herrschaft Burkheim am Kaiserstuhl  mit Oberrotweil, Oberbergen, Vogtsburg (heute alle Stadt Vogtsburg im Kaiserstuhl) und Jechtingen, schon vorher hatte er die Burgvogtschaft über Breisach erlangt. Auf dem Gelände einer Burgruine errichtete er das Schloss Burkheim, heute die einzige Ruine eines Renaissance-Schlosses in Südbaden. Das Schloss wurde 1673 von französischen Truppen zerstört.

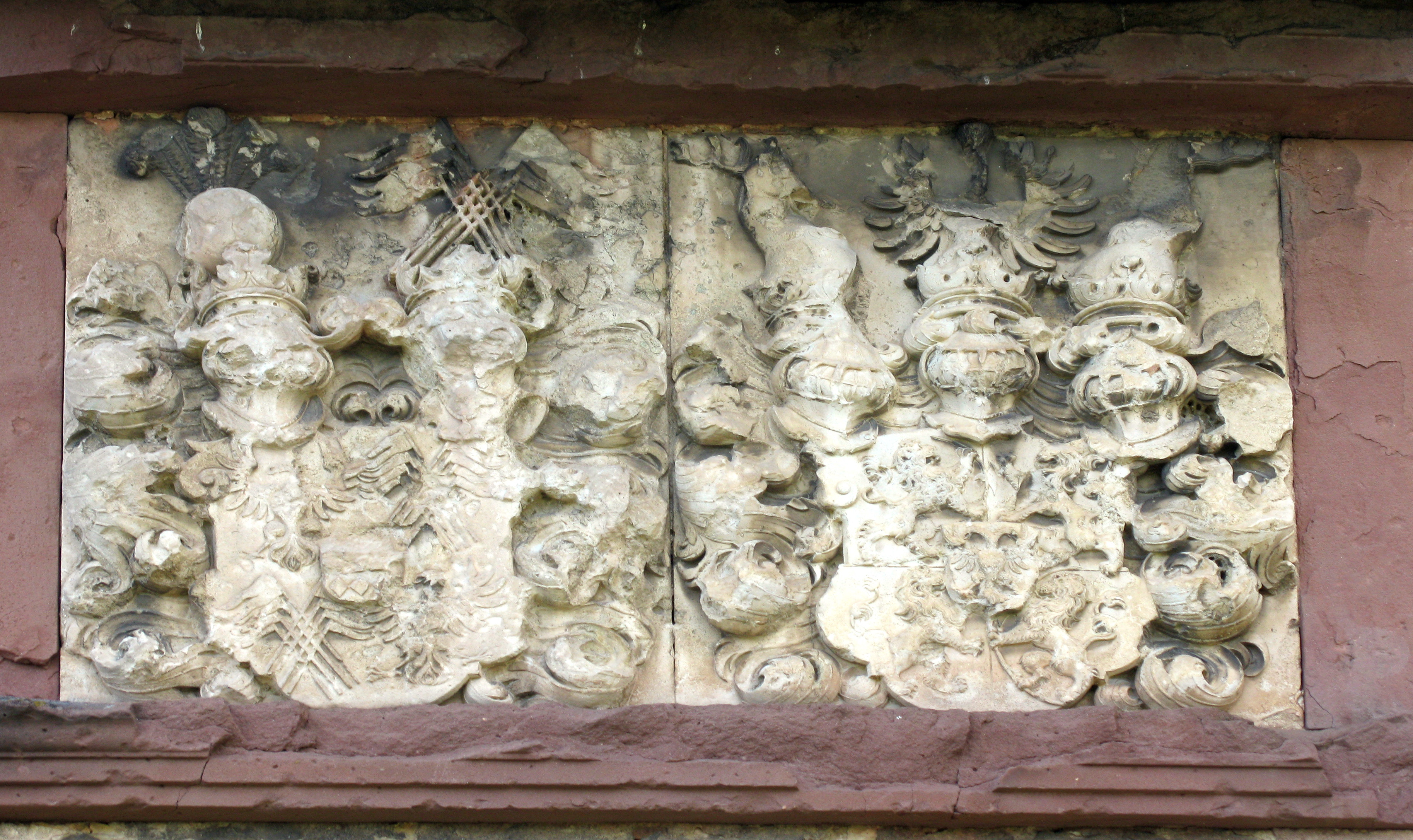
Allianzwappen von Schwendi und von Zimmern am Eingang des Burkheimer Schlosses

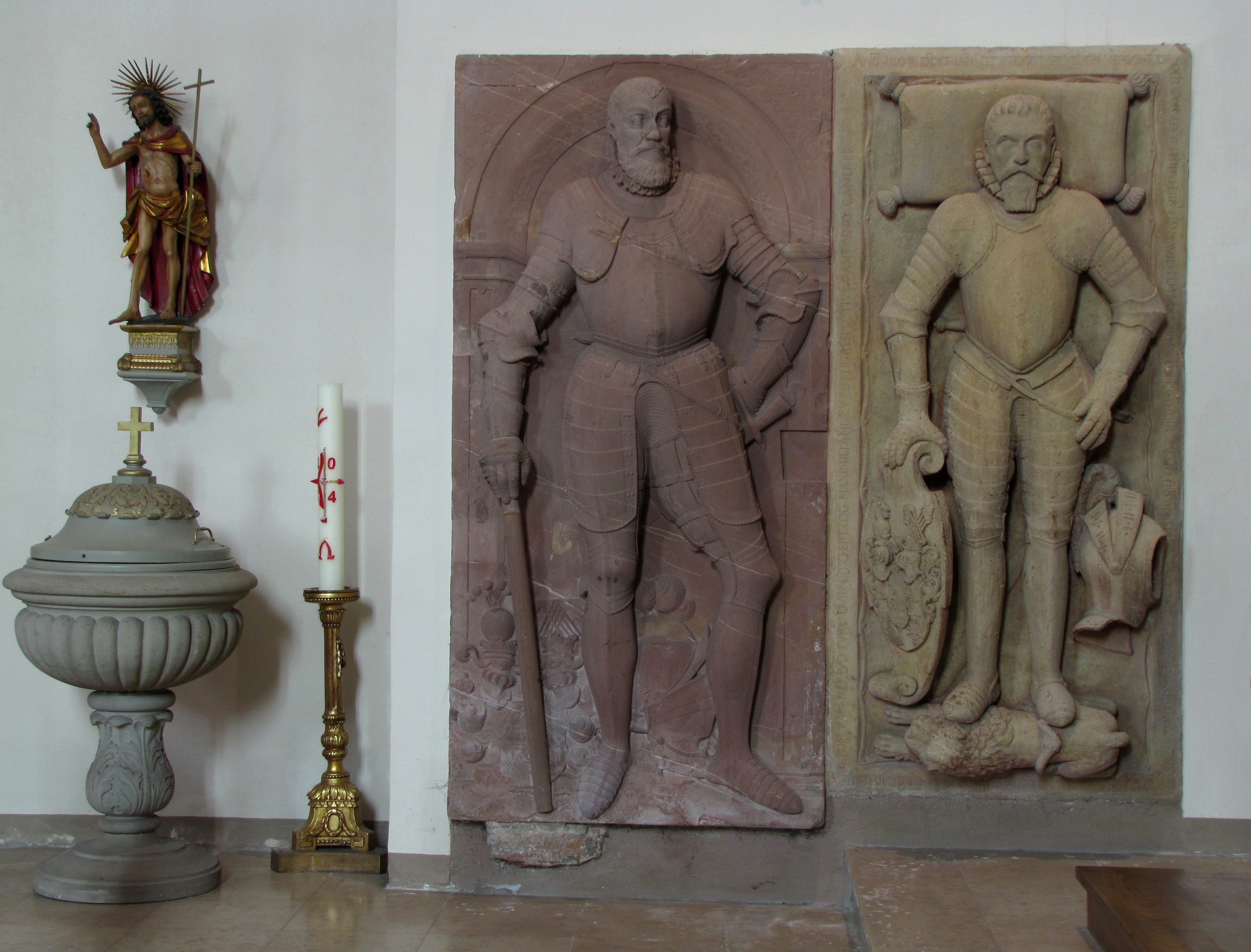
Grabmal Schwendis in Kientzheim (Mitte)

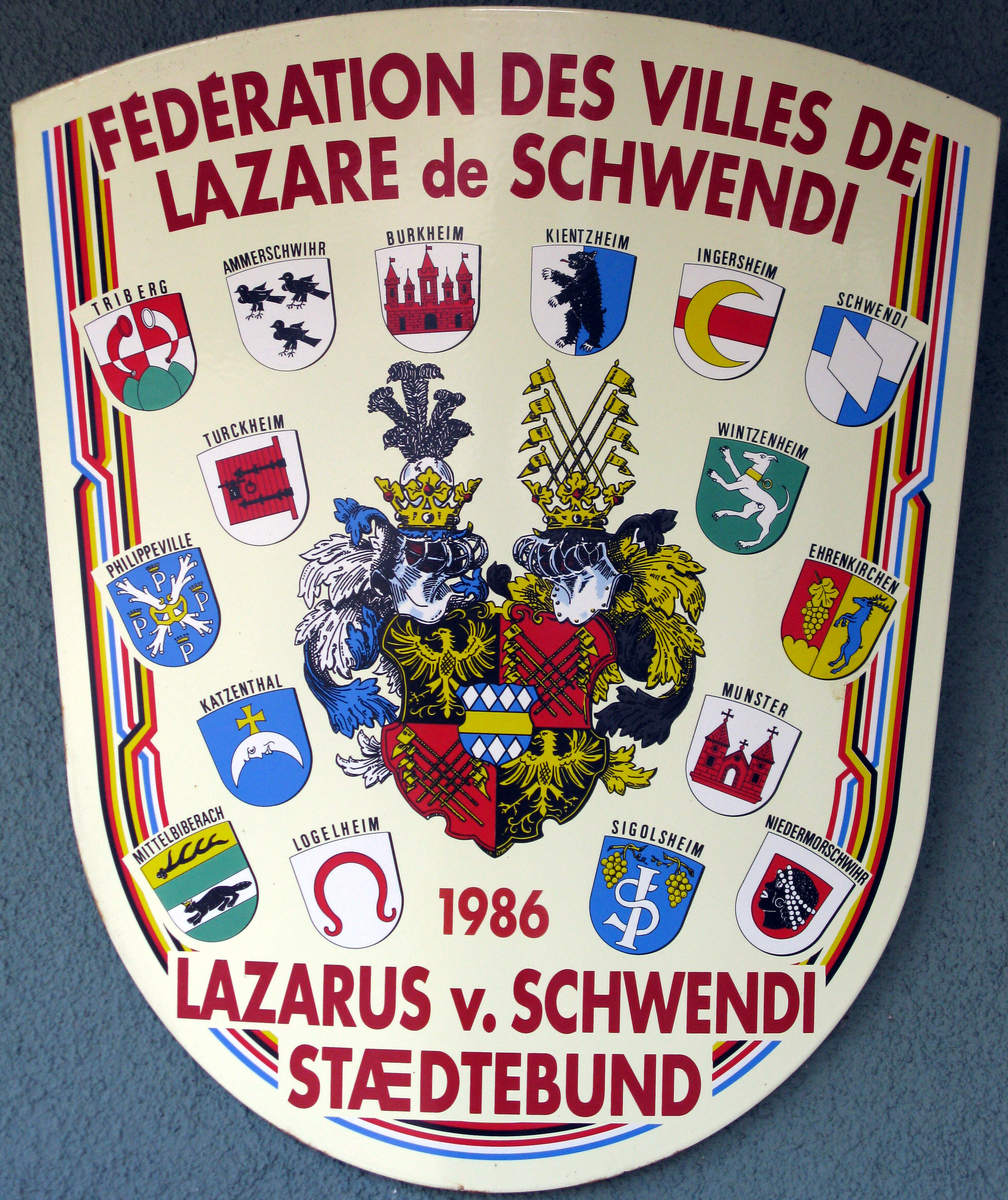
Wappen des Lazarus-von-Schwendi-Städtebundes am Rathaus in Ehrenkirchen und am Schloß Kirchhofen

1563 kaufte Schwendi von den Erben der Grafen von Lupfen die elsässische Herrschaft Hohlandsberg. 1568 wurde er von Kaiser Maximilian II. zum Reichsfreiherren von Landsberg erhoben – der Titel wurde 1572 in Reichsfreiherr von Hohenlandsberg umgewandelt. Schwendi gab der Herrschaft  eine vorbildliche Ordnung und förderte im Elsass und im Breisgau den Weinbau. Dass die Einführung der Tokayer-Rebe auf einen durch ihn initiierten Export aus dem ungarischen Weinbaugebiet Tokaj zurückgehe, wo er einen bedeutenden militärischen Sieg errungen hatte, wie das Brunnendenkmal vor dem Kaufhaus in Colmar zeigt, ist jedoch Legende. Zum Schwendischen Amt Hohlandsberg gehörten die Orte Kientzheim, Sigolsheim, Ammerschwihr, Ingersheim und Wintzenheim sowie Einkünfte an Wein in Turckheim und anderen Orten der Umgebung. Zu den Besitzungen des Lazarus von Schwendi gehörten auch Triberg im Schwarzwald und Kirchhofen (heute Ehrenkirchen) im Breisgau.
Schwendi starb am 27. Mai 1583 im Schloss Kirchhofen und wurde in der Pfarrkirche zu Kientzheim bestattet, wo sein Epitaph und ein Standbild noch heute erhalten sind. Während seines Lebens war er zweimal verheiratet, zuerst (1553–1561) mit Anna Böcklin von Böcklinsau; nach der Trennung im Jahr 1561 heiratete er 1573 Eleonora von Zimmern (1554–1606), die bei seiner toleranten Haltung mit seinem Einverständnis der neuen Lehre, dem Protestantismus anhing.
Hans Wilhelm († 1609), sein Sohn aus erster Ehe, ist wie sein Vater in der Kirche in Kientzheim begraben, erreichte jedoch nicht das Format des Vaters, auch wenn sein Epitaph alte Rittertugenden beschwört.

## Lazarus-von-Schwendi-Städtebund
Gemeinden aus Deutschland, Frankreich und Belgien, die einen Bezug zu Lazarus von Schwendi haben oder hatten, schlossen sich 1986 in Kientzheim zum Lazarus-von-Schwendi-Städtebund zusammen, um die von ihm praktizierte humanistische Gesinnung, Klarheit und Toleranz weiterzugeben und zu fördern. Später trat auch Kaysersberg dem Städtebund bei. Vertreter der Gemeinden treffen sich jährlich abwechselnd in einem der Mitgliedsorte zu Begegnung und Gedankenaustausch.
Die Mitgliedsgemeinden sind
- in Deutschland: Kirchhofen (Ehrenkirchen), Burkheim, Triberg, Mittelbiberach und Schwendi, alle in Baden-Württemberg
- in Frankreich: Kientzheim, Ingersheim, Logelheim, Sigolsheim, Wintzenheim, Turckheim, Munster, Ammerschwihr, Niedermorschwihr, Katzenthal, Kaysersberg, alle im Oberelsass
- in Belgien: Philippeville in Wallonien.

## Werke

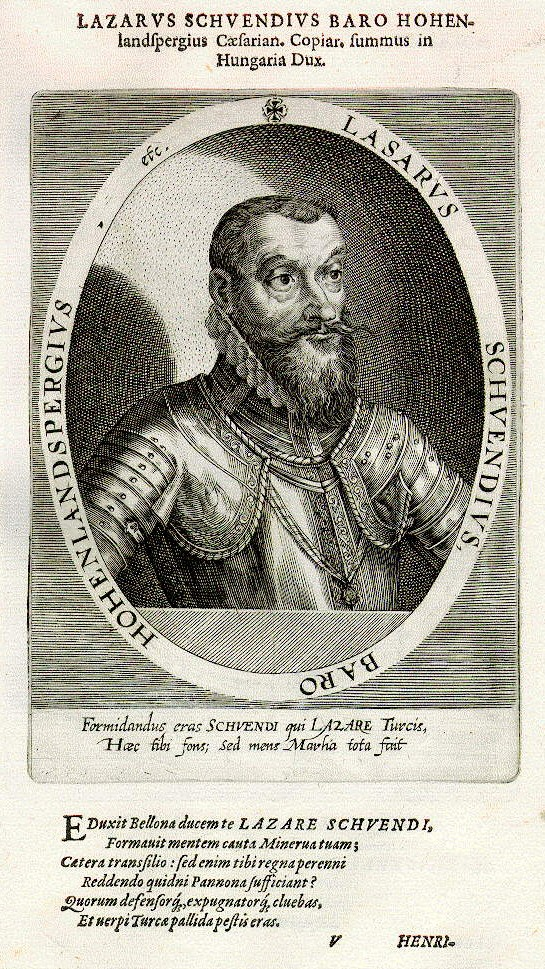
Porträt in Dominicus Custos’ Porträtwerk Atrium heroicum Caesarum, 1600–1602

- Mein Lazarus vonn Schwendis etc. Warhaffter und unwidersprechlicher Bericht, was ich, die niderwerffung und fengknuß, weyland Sebastian Vogelsperger belangend, gehandelt und gethon habe, Augsburg 1548.
- Herrn Lazari von Schwendi, Freyherrn zu Hohen Landsberg ... Kriegs Discurs, Von Bestellung des gantzen Kriegswesens, und von desselben Aembtern : Vermehrt und verbessert mit nützlichen, aus vieler kriegenden Potentaten und Republiquen Kriegs-Rechten, auch aus bewehrten Authoribus, extrahirten Annotationibus, ... ; Darbey zu Ende ... der neue Käyserliche und ein Churfl. Sächs. Articulsbrieff annectirt / durch ... Christophorum Lobrinum. Dresden In Verlegung Martin Gabriel Hübners ... Gedruckt durch Melchior Bergens sel. nachgelassene Wittwe und Erben, 1676
- Ein schöne Ermahnung unnd Warnung, deß stengen, vielversuchten und streitbaren Helden und Kriegßobersten, Herrn Lazari von Schwendy, an die frommen Teutschen, unlangst vor seinem Todt gemacht, Frankfurt am Main 1594.

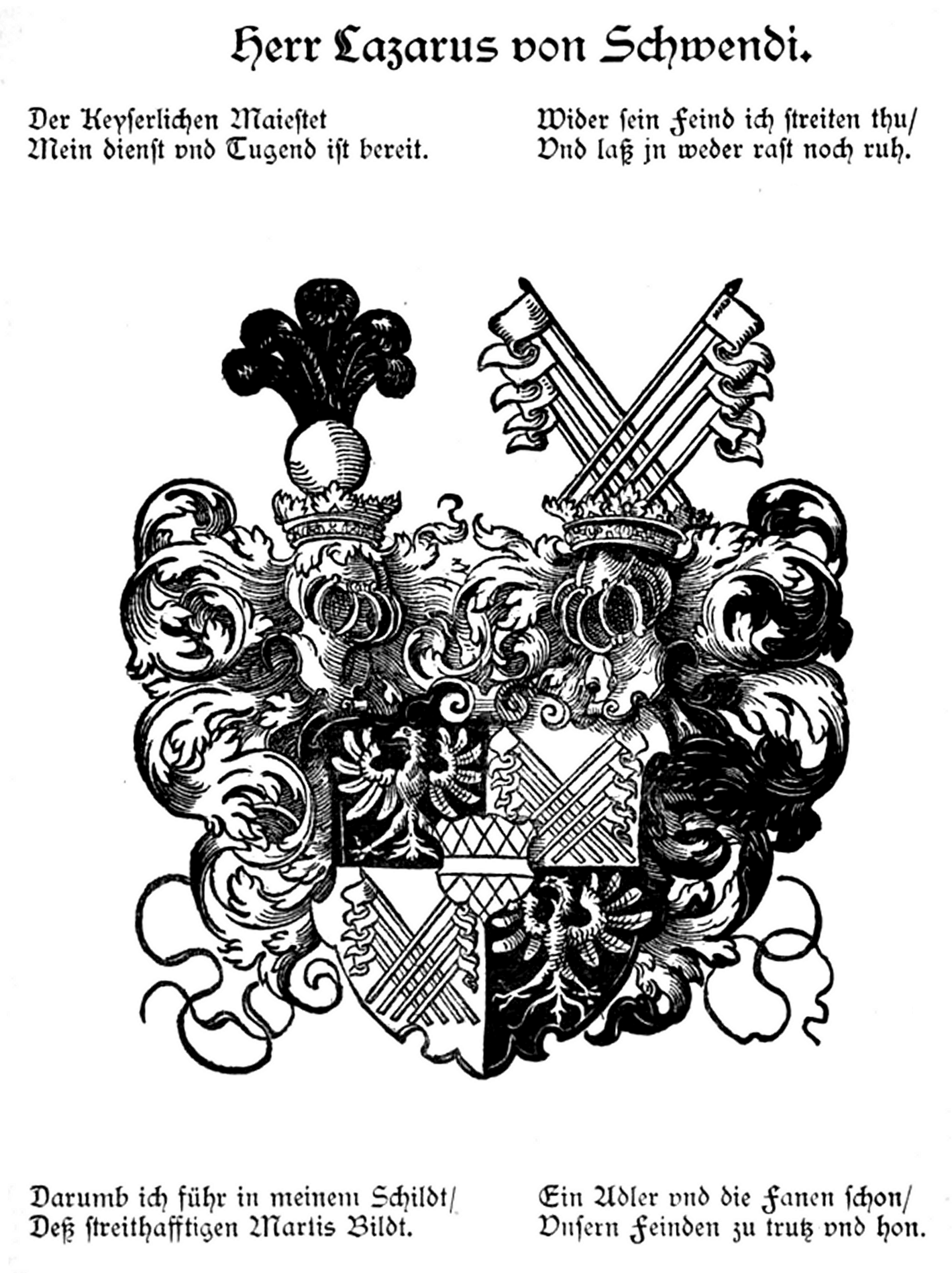
Wappen des Lazarus von Schwendi in Jost Amman’s Wappen- und Stammbuch, 1589

## Rezeption

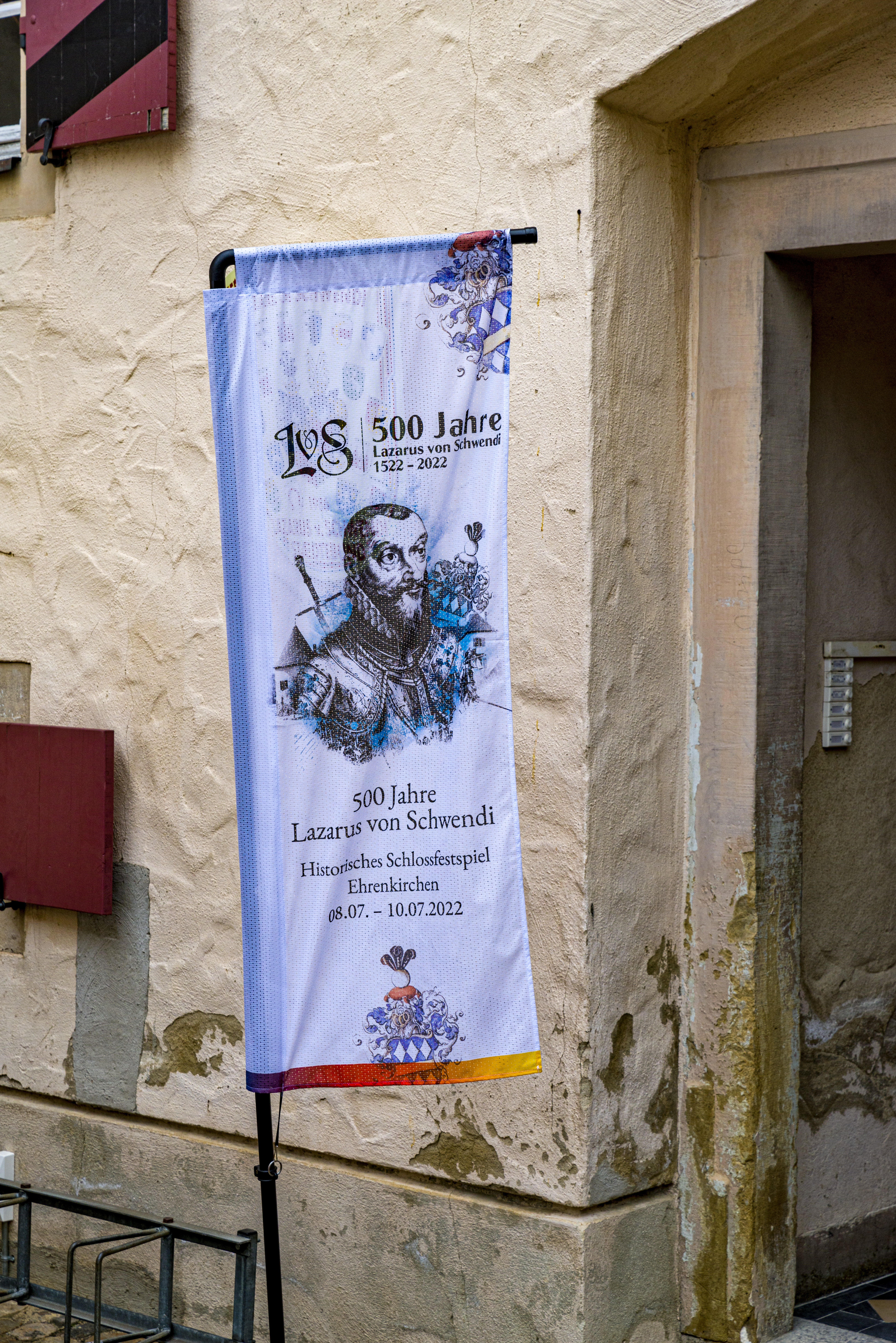
Festspiel zum 500. Geburtstag im Schloss Kirchhofen

Durch die kaiserliche Entschließung von Franz Joseph I. vom 28. Februar 1863 wurde Lazarus von Schwendi in die Liste der „berühmtesten, zur immerwährenden Nacheiferung würdiger Kriegsfürsten und Feldherren Österreichs“ aufgenommen, zu deren Ehren und Andenken auch eine lebensgroße Statue in der Feldherrenhalle des damals neu errichteten k.k. Hofwaffenmuseums (heute: Heeresgeschichtliches Museum Wien) errichtet wurde. Die Statue wurde 1867 vom Bildhauer Peter Lutt (1828–1907) aus Carrara-Marmor geschaffen, gewidmet wurde sie von Kaiser Franz Joseph selbst.
Zum 500-jährigen Bestehen von Ehrenkirchen wurde im Juli 2022 an drei Tagen ein historisches Schauspiel zum Leben und Wirken von Lazerus von Schwendi im Schloß Kirchhofenaufgeführt.